# Boston and Maine Railroad

Logo der Boston and Maine

Die Boston and Maine Railroad (BM, auch B&M), von 1964 bis 1983 als Boston and Maine Corporation, ist eine ehemalige Eisenbahngesellschaft im Nordosten der Vereinigten Staaten von Amerika. Sie hatte ihren Hauptsitz in Boston (Massachusetts) und bestand als eigenständiges Unternehmen von 1835 bis 1983. Die Hauptachse der Bahn verlief von Boston nach Portland (Maine). Die Boston&Maine übernahm im Laufe ihrer Geschichte zahlreiche Zweig- und Parallelbahnen dieser Strecke, darunter auch einige Konkurrenzunternehmen. Die meisten Strecken der Gesellschaft wiesen die Spurweite von 1435 Millimetern (Normalspur) auf, lediglich die Strecke der ehemaligen Profile and Franconia Notch Railroad war in 914-mm-Spur gebaut, jedoch später teilweise umgespurt worden.
Seit 1983 gehört die B&M der Guilford Transportation, deren Eisenbahnbetrieb 2006 als Pan Am Railways ausgegliedert wurde. Der Nahverkehr um Boston wird seit 1973 von der Massachusetts Bay Transportation Authority betrieben, den Fernpersonenverkehr auf den Hauptstrecken Boston–Portland und Springfield–White River Junction führt die Amtrak durch.

## Geschichte

### Erschließung der Achse Boston–Maine

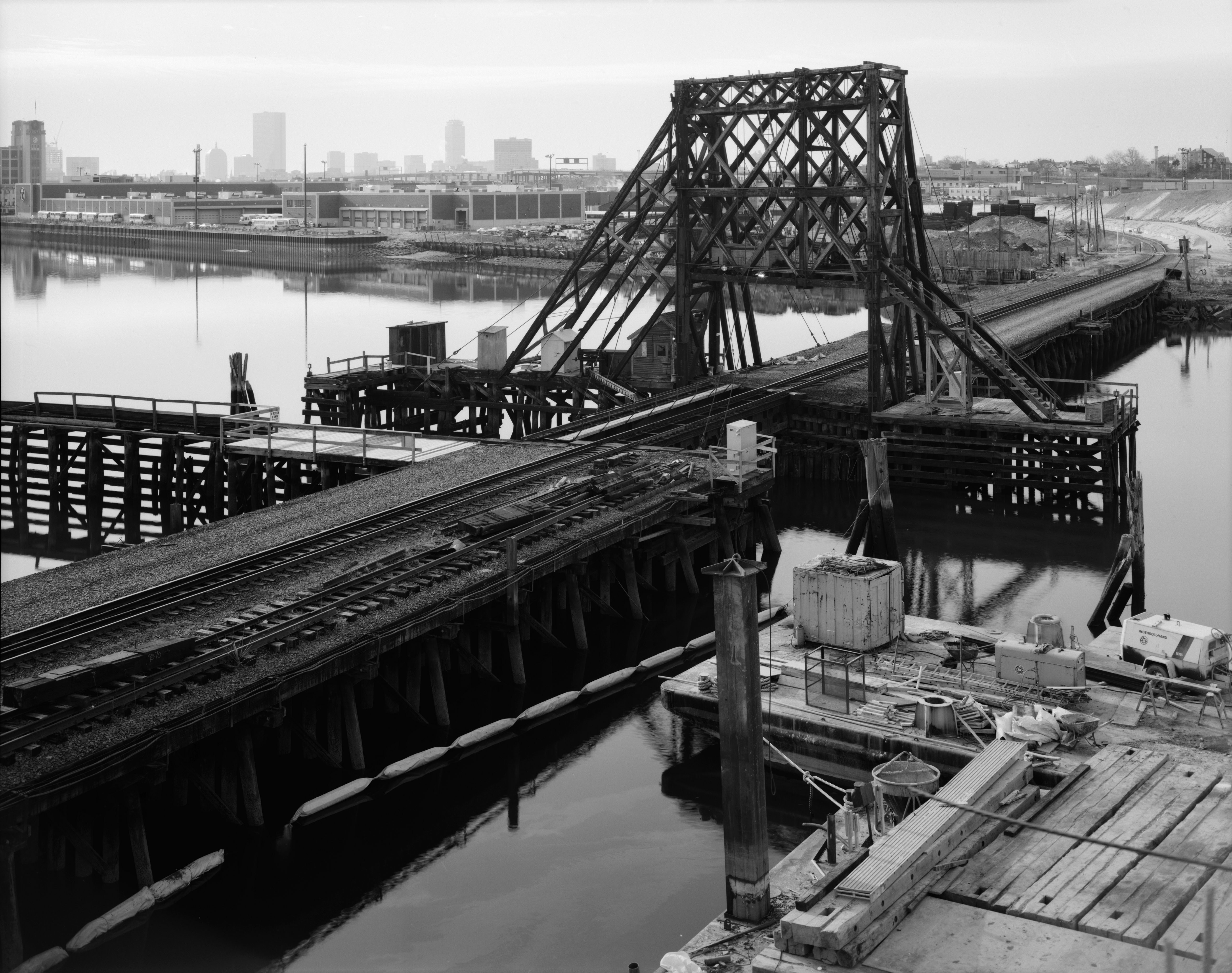
Klappbrücke über den Mystic River bei Boston

In den Anfangszeiten der Eisenbahn hatte man zunächst die dichter besiedelten Gebiete zu erschließen begonnen. Das dünn besiedelte Maine war 1833 noch gänzlich ohne Eisenbahnanschluss geblieben. Um wenigstens den etwas dichter bevölkerten Südwesten des Bundesstaates zu erschließen, plante man Mitte der 1830er Jahre eine Bahnstrecke parallel zur Küste von Boston nach Portland zu errichten. Bereits am 15. März 1833 war die Andover and Wilmington Railroad gegründet worden, die eine kurze Verbindungsstrecke von Wilmington an der bereits bestehenden Strecke der Boston and Lowell Railroad nach Andover baute und 1836 eröffnete. Diese Bahn wurde mit Änderung des Bauziels am 7. April 1837 in Andover and Haverhill Railroad umbenannt. Der Schienenstrang erreichte Bradford noch 1837. Schließlich erfolgte mit Beginn des Weiterbaus in Richtung Maine am 3. April 1839 die Umbenennung in Boston and Portland Railroad. Die Gesellschaft hatte jedoch nur eine Konzession für den etwa 32 Kilometer langen Streckenabschnitt im Bundesstaat Massachusetts, der 1840 fertiggestellt wurde.
In New Hampshire gründete man am 27. Juni 1835 die Boston and Maine Railroad of New Hampshire, die von Anfang an nur als Bindeglied zwischen der Boston&Portland in Massachusetts und einer noch zu gründenden Bahngesellschaft in Maine dienen und den in New Hampshire liegenden Abschnitt der Hauptbahn Boston–Portland bauen sollte. Dieses Datum gilt damit als Geburtsstunde der Boston&Maine. Sie eröffnete die Strecke von der Grenze bis nach Exeter im Jahre 1840.
In Maine schließlich wurde die Maine, New Hampshire and Massachusetts Railroad am 30. März 1836 gegründet. Sie sollte die Strecke von der Grenze zu New Hampshire zunächst bis South Berwick verlängern.
Aus den drei Namen der Gesellschaften ging bereits das endgültige Ziel hervor, die Bundesstaaten Massachusetts, New Hampshire und Maine zu verbinden. Aus diesem Grund fusionierten die drei Bahnen mit Wirkung vom 1. Januar 1842 zur Boston and Maine Railroad. Die restliche Strecke bis Agamenticus ging am 2. Februar 1843 in Betrieb. Den Abschnitt von dort nach Portland hatte bereits Ende 1842 die Portland, Saco and Portsmouth Railroad als Teil ihrer Hauptstrecke Portland–Portsmouth eröffnet.
Nach einem Streit über die Mitbenutzungsrechte der Strecke Boston–Wilmington beschloss die B&M, eine eigene Strecke auf diesem Abschnitt zu bauen. Dafür gründete die B&M am 16. März 1844 eigens die Boston and Maine Extension Railroad, die jedoch schon am 19. März 1845 in die Boston&Maine eingegliedert wurde. Die Strecke über Reading wurde am 1. Juli 1845 eröffnet und die Verbindungsstrecke von Wilmington nach Wilmington Junction 1848 stillgelegt. Dieser Abschnitt wurde später durch die Boston&Lowell wiedereröffnet.
Um die Stadt Lawrence besser an die Hauptstrecke anzubinden, verlegte die Boston&Maine 1848 ihre Hauptstrecke zwischen North Andover und Ballardvale um einige Kilometer nach Westen. Die alte Trasse wurde stillgelegt.
1873 eröffnete die Boston&Maine eine eigene Strecke zwischen South Berwick und Portland, die über Kennebunk, Saco und Old Orchard Beach verlief.

### Übernahme von Zweig- und Konkurrenzstrecken
Die am 7. März 1845 gegründete Medford Branch Railroad plante, den Ort Medford (Massachusetts) an die Boston&Maine anzuschließen. Die kleine Gesellschaft wurde schon 1846 durch die B&M gekauft, die im folgenden Jahr die 2,91 Kilometer lange Stichstrecke nördlich von Boston eröffnete.
Die Eastern Railroad, die östliche Konkurrenz auf dem Weg von Boston nach Maine, hatte ihre Strecke von Boston bis nach Portsmouth fertiggestellt und ebenfalls über die Portland, Saco and Portsmouth Railroad (PSPR) eine Eisenbahnverbindung nach Maine in Betrieb. Die Boston&Maine schloss daraufhin mit der Eastern einen Vertrag über das gemeinsame Leasing der PSPR, der am 28. April 1847 wirksam wurde. Bis zur Übernahme der Eastern Railroad durch die Boston&Maine am 23. Dezember 1883 betrieben die beiden Gesellschaften die 82,5 Kilometer lange Strecke Portsmouth–Portland gemeinsam.
Mit der Danvers Railroad am 1. Mai 1853, der Newburyport Railroad am 21. Februar 1860, der Dover and Winnipiseogee Railroad am 1. November 1863, der West Amesbury Branch Railroad am 9. Januar 1873, der Lowell and Andover Railroad am 1. Dezember 1874 sowie der Kennebunk and Kennebunkport Railroad am 15. Mai 1883 wurden in den folgenden Jahren dann sechs kleinere Gesellschaften geleast, die zusammen etwa 134 Kilometer Strecken betrieben.
In den danach folgenden Jahren begann man immer mehr, Konkurrenzunternehmen und größere Zweigbahnen in New Hampshire und Vermont zu übernehmen. Ende des Jahres 1883 machte die Eastern Railroad wie erwähnt den Anfang. Am 1. Januar 1886 folgte die Worcester, Nashua and Rochester Railroad, deren 152 Kilometer lange Bahnstrecke Worcester (Massachusetts) mit Rochester (New Hampshire) verband.
Die Boston and Lowell Railroad, mit der die Boston&Maine bereits in den 1840er Jahren Streitigkeiten hatte, konnte einschließlich der von dieser Gesellschaft selbst geleasten Bahnen am 1. April 1887 geleast werden. Damit gingen die Verträge mit der Central Massachusetts Railroad, Boston, Concord and Montreal Railroad, St. Johnsbury and Lake Champlain Railroad sowie der Connecticut and Passumpsic Rivers Railroad an die B&M über. Die Boston, Concord&Montreal spaltete sich jedoch zum 19. September 1889 ab und fusionierte mit der Concord Railroad zur Concord and Montreal Railroad. Die Boston&Maine leaste diese Gesellschaft wiederum am 1. April 1895. Der Leasingvertrag, den die Boston&Lowell für 99 Jahre mit der Northern Railroad hatte, war zunächst nicht auf die B&M übergegangen. Erst am 1. Januar 1890 konnte das umfangreiche Netz westlich von Concord (New Hampshire) übernommen werden.
In der Zwischenzeit leaste man für 50 Jahre ab 1. Juni 1887 die Manchester and Lawrence Railroad, im gleichen Jahr übernahm man die York Harbor and Beach Railroad. Mit Jahresanfang 1893 ging auch die Connecticut River Railroad, die die Hauptstrecke zwischen Springfield (Massachusetts) und White River Junction betrieb, an die Boston&Maine. Im gleichen Jahr wurde die Orchard Beach Railroad angegliedert.

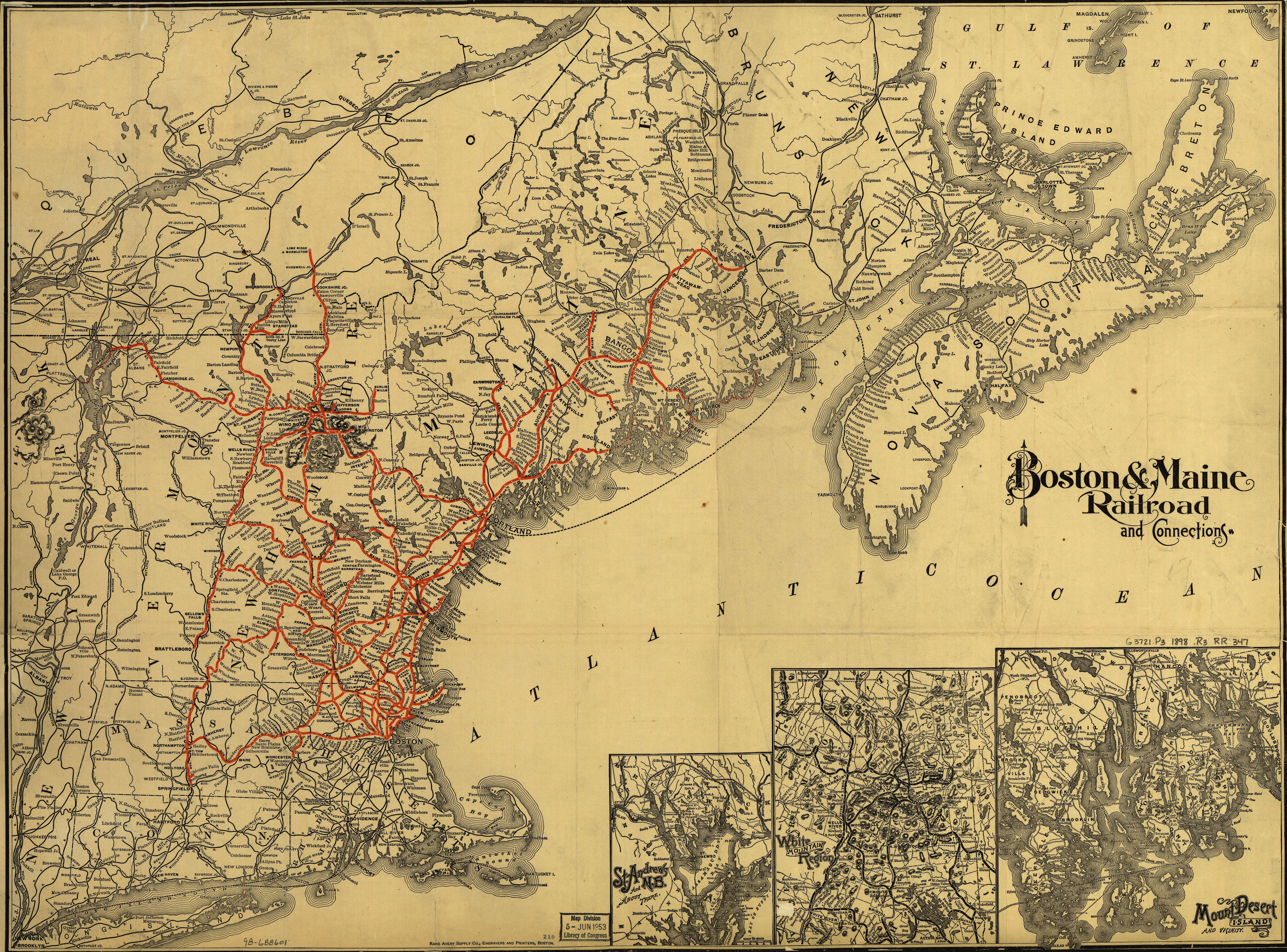
Streckenkarte der B&M von 1898

Eine zweite Verbindung nach Portland erhielt die Boston and Maine Railroad am Neujahrstag 1900, als sie die Portland and Rochester Railroad erwarb. Die knapp 85 Kilometer lange Bahn zwischen Rochester und Portland war ein bedeutender Konkurrent um den Verkehr nach Maine gewesen.
Die Fitchburg Railroad, die am 1. Juli 1900 geleast wurde, stellte den westlichsten Ausläufer des B&M-Netzes dar. Die Strecke ging von Boston nach Albany (New York) und verlief durch den Hoosac-Tunnel, einen 7,6 Kilometer langen Eisenbahntunnel durch die Hoosac Range, der bis 1928 der längste Gebirgstunnel Nordamerikas war und bis heute der längste außerhalb der Rocky Mountains ist. Die Strecke durch den Tunnel war ab 1911 eine der ersten elektrischen Eisenbahnen in Nordamerika.
Anfang des 20. Jahrhunderts erwarb die Boston&Maine außerdem die Anteilsmehrheit an der Maine Central Railroad, die ein ausgedehntes Eisenbahnnetz in Maine und New Hampshire betrieb. Damit hatte die B&M in Neuengland nahezu eine Monopolstellung inne. Diese Gesellschaft blieb aber weiterhin weitgehend eigenständig.
Die Boston and Maine Railroad selbst wurde um 1910 kurzzeitig von J. P. Morgan, dem Eigentümer der New York, New Haven and Hartford Railroad übernommen. Da sich die Aktionäre der B&M jedoch dagegen auflehnten, konnte schon bald die Übernahme der Kontrolle rückgängig gemacht werden. Aufgrund von Zahlungsschwierigkeiten musste 1919 die Boston&Maine unter Erhalt des Namens umgegründet werden, was man zum Anlass nahm, die geleasten Gesellschaften endgültig zu übernehmen.

### Das Ende der Bahngesellschaft
1925 verkaufte die Boston&Maine die Strecke Wells River–Sherbrooke, die durch die Übernahme der Boston&Lowell in ihren Besitz gekommen war, an die Quebec Central Railway, die später durch die Canadian Pacific Railway übernommen wurde. Die letzte Erweiterung des Streckennetzes erfolgte 1949 durch den Kauf der Springfield Terminal Railway, die als Springfield Terminal Co. als Tochtergesellschaft weiterbestand.
Nachdem bereits ab den 1930er Jahren der Güter- und Personentransport stark rückläufig war, stellte die Boston&Maine 1966 den Fernpersonenverkehr ein. Lediglich der Nahverkehr um Boston blieb unter Hilfe der Massachusetts Bay Transportation Authority (MBTA) erhalten, die 1973 Fahrzeuge und die Nahverkehrsstrecken um Boston erwarb.
Am 27. März 1963 wurde als neue Bahngesellschaft die Boston and Maine Corporation gegründet, in die zum 30. April 1964 die Boston & Maine Railroad fusionierte.
Dem allgemeinen Trend in der Bahnindustrie folgend, gründete auch die Boston & Maine Railroad am 31. Mai 1968 mit der Boston and Maine Industries Inc. eine Holdinggesellschaft. Damit sollten die Möglichkeit der Investition in andere Wirtschaftszweige außerhalb der Kontrolle der Regulierungsbehörder Interstate Commerce Commission eröffnet werden. I Bis zum Juni 1969 hatte die Holding bereits 80 % der Vorzugsaktien und 95 % der Stammaktien der Bahngesellschaft erworben.
Zum 24. April 1970 musste die B&M Konkurs anmelden und wurde von drei gerichtlich eingesetzten Insolvenzverwaltern geführt. Da die Beteiligung an der Bahngesellschaft für die Holding nun weitgehend wertlos war, wurden 1977 alle Aktien an die Insolvenzverwalter übereignet. Das Konkursverfahren dauerte bis 1983. Zum Abschluss der Unternehmensreorganisation wurden 3.000.000 neue Stammaktien herausgegeben und die alten Aktien für ungültig erklärt. Nach der finanziellen Sanierung modernisierte man die Strecken und Signalanlagen und leaste neue Schienenfahrzeuge. Schließlich erwarb die Guilford Transportation Industries 1983 den angeschlagenen Konzern für lediglich 24 Millionen US-Dollar. Auf Grund von arbeitsrechtlichen Konflikten auf Grund bestehender Abkommen beschloss Guilford Transportation 1986/1987 alle ihre Strecken und den Betrieb an die Springfield Terminal Railway zu verpachten, bei der weniger strenge Vereinbarungen bestanden.
Ab diesem Zeitpunkt firmierte das gesamte Netz von Guilford Transportation als ST Rail Systems. Im Jahre 2001 eröffnete die Amtrak auf den Gleisen der ehemaligen Boston&Maine eine Expresszugverbindung („Downeaster“) Boston–Portland mit vier täglichen Zügen je Richtung. In Portland enden die Züge jedoch nicht in der Union Station, dem ehemaligen Hauptbahnhof der Stadt, sondern an einem neuen Bahnhof am Thompson’s Point an der ehemaligen MEC-Strecke nach Vermont, wo auch in die Fernbusse nach Bangor umgestiegen werden kann.
Außerdem befährt der Vermonter einmal täglich die Strecke der früheren Connecticut River Railroad (Springfield–White River Junction).

## Boston and Maine Industries
Die Boston and Maine Industries wurde am 31. Mai 1968 als Holdinggesellschaft für die Bahngesellschaft gegründet. Im Gegensatz zu vielen anderen Holdinggesellschaften im Bahnbereich verfügte die Bahngesellschaft nicht über genügend finanzielle Mittel bzw. Steuerabschreibungen um in größerem Stil in andere Wirtschaftszweige zu investieren.
Anfang November 1969 fusionierte die Gesellschaft mit dem 1968 gegründeten kalifornischen Immobilienunternehmen United Continental Development Corporation (UCDC) (Gerald M. Bronstein, Richard S. Gunther, Irving S. Kalsman). Die UCDC erhielt 48 % der Aktien der Boston & Maine Industries und damit die Kontrolle des Unternehmens. Ziel war es unter anderem die aufgelaufenen Steuerrückzahlungen aus den Verlusten der Bahngesellschaft für anderweitige Investitionen zu nutzen. Durch den Konkurs der Bahngesellschaft 1970 misslang der Plan aus deren Verkauf weitere Einnahmen zu generieren. Im Nachgang wurde das Unternehmen 1971 in Bomaine Corporation umbenannt und später zur Tochtergesellschaft der UCDC. Es erfolgte deshalb nur der Erwerb einiger kleiner Beteiligungen im Automobilzulieferer-Bereich. Die Bomaine Corporation beteiligte sich 1978 am Heimtextilenhersteller Brentwood Originals, mit dem sie später verschmolz.
Präsident der Gesellschaft war bis zum 1. April 1970 Richard J. Mulhern (auch Präsident der Bahngesellschaft), ab diesem Zeitpunkt Gerald M. Bronstein. Dieser war ab 1969 auch Chief Executive Officer. Chairman of the Board war bis zum 1. April 1970 der Investmentbanker Burt Kleiner. Dieser hatte auch die Fusion der beiden Gesellschaften organisiert.

## Unglücke
Am 6. Januar 1853 entgleiste der Expresszug von Boston nach Lawrence bei einer Geschwindigkeit von 64 km/h, als bei Andover eine Achse brach. Drei Reisezugwagen stürzten den Bahndamm hinunter und zerbrachen. Der Gepäckwagen und die Lokomotive blieben auf dem Gleisbett. Unter den drei Toten war auch der zwölfjährige Sohn des späteren US-Präsidenten Franklin Pierce. Zunächst war berichtet worden, dass auch der Politiker selbst ums Leben kam, da er sich an Bord des Zuges befand. Dieser überlebte jedoch mit schweren Quetschungen.
Am frühen Morgen des 15. September 1907 ereignete sich aufgrund menschlichen Versagens sechs Kilometer nördlich von Canaan (New Hampshire) ein Frontalzusammenstoß eines Expresszuges von Quebec nach Boston mit einem nach Norden fahrenden Güterzug. Der Express transportierte die Gäste einer Messe nach Süden zurück und war entsprechend überfüllt. 25 Menschen starben, viele weitere wurden schwer verletzt. Da an diesem Tag Nebel herrschte, hatte der Express Verspätung. Daraufhin verlegte ein Dispatcher die Zugkreuzung nach West Canaan, gab jedoch fälschlicherweise „Canaan“ an, woraufhin der Express in West Canaan durchfuhr und auf freier Strecke mit dem Güterzug, der die richtige Station erhalten hatte, zusammenstieß. Die Boston&Maine benannte daraufhin den Bahnhof West Canaan in „Pattee“ um.

## Statistiken
Im Geschäftsjahr 1909/10 belief sich der Nettoumsatz auf ca. 12,8 Millionen US-Dollar. Es wurden 47,3 Millionen Passagiere sowie 22,8 Millionen Tonnen Güter transportiert. Am 30. Juni 1910 standen der Gesellschaft 1.133 Lokomotiven, 1.826 Personenwagen (davon 285 Gepäck- und 34 Postwagen), 25.195 Güterwaggons sowie 999 andere Fahrzeuge zur Verfügung.

## Präsidenten
- 1833–1842: Hobart Clark
- 1842–1850: Thomas West
- 1850–1853: John Howe
- 1853–1854: Southworth Shaw
- 1854–1856: James Hayward
- 1857–1862: Francis Cogswell
- 1862–1866: Israel Spelman
- 1866–1871: Francis Cogswell
- 1871–1882: Nathaniel G. White
- 1882–1889: George C. Lord
- 1889–1892: Frank Jones (Chairman of the Board 1892–1893)
- 1892–1893: Archibald A. McLeod
- 1893: Frank Jones (kommissarisch)
- 1893–1909: Lucius Tuttle
- 1910–1913: Charles Sanger Mellen
- 1913–1914: Morris McDonald
- 1914–1918: James Humphrey Hustis
- 1918–1919: Woodward Hudson
- 1919–1926: James Humphrey Hustis
- 1927–1929: George Hannauer
- 1929–1930: Thomas N. Perkins (kommissarisch)
- 1930–1952: Edward S. French (Chairman of the board ab 1952)
- 1952–1955: Timothy G. Sughrue
- 1955–1961: Patrick B. McGinnis (Chairman of the board ab 1962)
- 1962–1966: Daniel A. Benson
- 1966–1971: Richard J. Mulhern
- 1971–1973: John W. Barriger III.
- 1973–1974: Paul Cherington
- 1974–1984: Alan G. Dustin